# 1700 en littérature
| Années de la littérature : 1697 - 1698 - 1699 - 1700 - 1701 - 1702 - 1703    |
| Décennies de la littérature : 1670 - 1680 - 1690 - 1700 - 1710 - 1720 - 1730 |

Cet article présente les faits marquants de l'année 1700 en littérature.

## Événements
- 1er février : Richard Bentley devient maître du Trinity College à Cambridge[1].

- 1700-1780 : Aufklärung[2] ; mouvement philosophique représenté par Thomasius et Wolff qui se répand dans la bourgeoisie allemande par l’intermédiaire de revues et de sociétés[3] (Amis de la Vérité ou Aléthophiles réunis par le comte Christophe Manteuffel à Berlin à partir de 1736).

## Parutions
- Mars : John Dryden, Fables, Ancient and Modern (en), London, Jacob Tonson, 1700 (présentation en ligne), « Fables anciennes et modernes » reprenant les contes de Chaucer et de Boccace, mis sous presse le 14 décembre 1699[4].

- Gatien de Courtilz de Sandras, Mémoires de Mr. d'Artagnan, Cologne, Pierre Marteau, 1700 (présentation en ligne), apocryphes.
- John Locke, Essai philosophique concernant l'entendement humain, Amsterdam, Henri Schelte, 1700 (présentation en ligne), traduction en français par Pierre Coste.
- Fénelon, Les avantures d'Aristonoüs, 1700 (présentation en ligne). L'ouvrage comprend quatre Dialogues des morts, rédigés entre 1692 et 1695 pour son élève, le duc de Bourgogne.

- Edmond Martène, Veterum scriptorum et monumentorum, Rouen, Maurry, 1700 (présentation en ligne).